# Kanton Prayssas
Kanton Prayssas (francouzsky Canton de Prayssas) je francouzský kanton v departementu Lot-et-Garonne v regionu Akvitánie. Tvoří ho devět obcí.

## Obce kantonu
- Cours
- Granges-sur-Lot
- Lacépède
- Laugnac
- Lusignan-Petit
- Madaillan
- Montpezat
- Prayssas
- Saint-Sardos